# New World Neighbors Series
Die New World Neighbors Series ist eine US-amerikanische Buchreihe, die zwischen 1941 und 1944 erschien. Sie wurde von dem Verlagshaus D. C. Heath and Company herausgebracht. Sie umfasst zwanzig Bände, deren erklärter Zweck es Breanne Robertson zufolge war, den Schulkindern der Vereinigten Staaten „Geschichte und Geist“ der lateinamerikanischen Kulturen vorzustellen. Die Bände enthalten jeweils kurze Einführungen, die einen grundlegenden Überblick über Geographie, Klima, natürliche Ressourcen, Industrien und indigene Bevölkerung der einzelnen Länder geben, während eine oder mehrere Kurzgeschichten, die lose auf historischen Fakten und lokalen Bräuchen beruhen, die jungen Leser mit ihren lateinamerikanischen Nachbarn vertraut machen sollen. Entlang des Inca Highway zum Beispiel werden Schulkinder aus den Vereinigten Staaten auf eine virtuelle Reise nach Südamerika geschickt.

## Bände
Die Reihe umfasst die folgenden Bände:
- Nora Burglon, Thelma Glazer, and E. Mark Phillips, Around the Caribbean (Boston: D.C. Heath and Company, 1941)
- Alice Desmond, Alida Malkus, and Ednah Wood, Boys of the Andes (Boston: D.C. Heath and Company, 1941)
- Delia Goetz, Letters from Guatemala (Boston: D.C. Heath and Company, 1941)
- Alida Malkus, Along the Inca Highway (Boston: D.C. Heath and Company, 1941)
- Katherine G. Pollock, The Gaucho’s Daughter (Boston: D.C. Heath and Company, 1941)
- V. Wolfgang von Hagen, Riches of South America (Boston: D.C. Heath and Company, 1941)
- JoBesse McElveen Waldeck, Exploring the Jungle (Boston: D.C. Heath and Company, 1941)
- Henry Lionel Williams, Kimbi: Indian of the Jungle (Boston: D.C. Heath and Company, 1941)
- Ruth Cady Adams, Sky High in Bolivia (Boston: D.C. Heath and Company, 1942)
- Helen Dickson, Up Canada Way (Boston: D.C. Heath and Company, 1942)
- Patricia Crew Fleming, Rico the Young Rancher (Boston: D.C. Heath and Company, 1942) *Dorothy Childs Hogner, Children of Mexico (Boston: D.C. Heath and Company, 1942)
- Vera Kelsey, Six Great Men of Brazil (Boston: D.C. Heath and Company, 1942); Marie Ahnighito Peary, Ootah and His Puppy (Boston: D.C. Heath and Company, 1942)
- V. Wolfgang von Hagen, Riches of Central America (Boston: D.C. Heath and Company, 1942)
- Elizabeth Yates, Around the Year in Iceland (Boston: D.C. Heath and Company, 1942)
- Arsenio B. Acacio, Ricardo C. Galang, Alvaro L. Martinez, A.B. Makiling, and Bienvenido N. Santos, Work and Play in the Philippines (Boston: D.C. Heath and Company, 1944)
- Muna Lee, Pioneers of Puerto Rico (Boston: D.C. Heath and Company, 1944)
- Li Ling-Ai, Children of the Sun in Hawaii (Boston: D.C. Heath and Company, 1944)
- Alma Savage, Holiday in Alaska (Boston: D.C. Heath and Company, 1944)